# Im Land der fantastischen Drachen
Im Land der fantastischen Drachen (Originaltitel Dungeons & Dragons) ist eine US-amerikanische Zeichentrickserie, die von Marvel Productions und TSR 1983 produziert wurde. Die Serie basiert auf dem Rollenspiel Dungeons & Dragons.

## Inhalt
In Im Land der fantastischen Drachen geht es um eine Gruppe Jugendlicher, die während einer Art Geisterbahnfahrt auf dem Jahrmarkt plötzlich durch einen magischen Tunnel in eine fremde Welt katapultiert wird. In dieser Welt erhält jeder der Jugendlichen vom Dungeon Master (deutsche Benennung: „Herr der Schlösser“) neue Identitäten und eine Reihe magischer Waffen, um gegen eine Vielzahl von Monstern und den bösen Venger („Fürst der Vergeltung“) zu kämpfen.
- Hank wird durch einen treffsicheren Energiebogen zum Ranger (deutsche Benennung: „Der Geächtete“). Als der Älteste fungiert er auch als Anführer der Gruppe.
- Presto erhält einen magischen Hut, der ihn zum Zauberer (Magician, deutsche Benennung: „Der Zauberlehrling“) macht. Er ist trotz seiner Macht allerdings sehr unsicher über seine Fähigkeiten und produziert mit seiner Magie ständig humorvolle Patzer.
- Eric kann mit seinem Schild jeden möglichen Angriff ablenken und wird zum Cavalier („Hüter des Schildes“). Er ist ein Sohn aus reichem Hause und im krassen Gegensatz zu seinem Titel ein großmäuliger Angeber und immer voller Beschwerden über seine gegenwärtige Situation, obwohl er in Notsituationen doch noch den nötigen Mut beweist und seine Kameraden nicht im Stich lässt.
- Diana (die schon vorher akrobatische Fähigkeiten besaß) bekommt einen dehnbaren Stab und wird zur Akrobatin (Acrobat, „Prinzessin der Akrobatik“). Sie ist sehr selbstsicher und mutig und zusammen mit Hank das wohl erwachsenste Mitglied der Gruppe.
- Sheila, ein im Grunde schüchternes und zurückhaltendes Mädchen, erhält einen Mantel, der sie unsichtbar machen kann, und wird zur Diebin (Thief, „Unsichtbare“).
- Bobby, Sheilas jüngerer Bruder, bekommt den Status eines Barbaren (Barbarian, „Kleiner Barbar“) und dazu eine Kampfkeule. Mit seinen acht Jahren ist er sehr ungestüm und stürzt sich gerne in den Kampf selbst gegen körperlich weit überlegene Gegner.
- Uni, ein kleines Einhornfohlen und Schützling und Maskottchen der Gruppe.

Die Jugendlichen wollen unbedingt nach Hause zurück, wobei sie aber bei zahlreichen Gelegenheiten den Bewohnern dieser magischen Welt zu Hilfe kommen und oftmals ihre jeweilige Chance zur Rückkehr nach Hause für das Wohl der anderen opfern müssen. Ihre wichtigste Aufgabe ist es, ihre mächtigen Waffen vor Venger zu bewahren und sich dabei vor dem fünfköpfigen Drachen Tiamat in Acht zu nehmen, der mit dem Fürsten der Vergeltung in ewigem Kampf steht.

## Produktion und Veröffentlichung
Die Serie wurde 1983 von Marvel Productions, TSR und Toei Animation produziert. Die Musik stammt von Johnny Douglas. Die Erstausstrahlung fand vom 17. September 1983 bis zum 7. Dezember 1985 beim Sender CBS statt. Die Serie wurde unter anderem auch ins Spanische, Französische und Italienische übersetzt.

In Deutschland wurde die Serie zunächst in mehrere Auflagen unter dem Titel Dunkan Master auf Video veröffentlicht. Die ersten beiden Kassetten erschienen 1985 und enthielten die ersten 8 Folgen der Serie und 1987 folgten zwei weitere Kassetten mit den Folgen 13 bis 18. Schlussendlich strahlte RTLplus die Serie unter dem Titel Im Land der fantastischen Drachen vom 11. Mai 1991 bis zum 8. Februar 1992 in deutscher Erstausstrahlung aus. Hierbei wurden zunächst die 14 auf Videokassette veröffentlichten Folgen gesendet und direkt im Anschluss die übrigen 13 Folgen. Später folgten noch Wiederholungen der Serie auf RTL II unter dem Titel Das Land der fantastischen Drachen. 2003 erschienen die ersten 3 Folgen der Serie unter dem Originaltitel in Deutschland auf DVD.
Zwar sollte noch eine Abschlussepisode mit dem Titel Requiem – die zugleich auch Auftakt einer neuen geplanten Staffel sein sollte –, gedreht werden, diese blieb aber unproduziert. In dieser letzten Folge sollten die Kinder eine letzte Aufgabe lösen, diesmal aber ohne Dungeon Masters Unterstützung. Im Verlaufe dieses Abenteuers stellt sich heraus, dass Venger der Sohn von Dungeon Master ist, der auf der Suche nach mehr Macht allerdings dem Bösen verfallen war, und dass ihre letzte Aufgabe darin besteht, ihn vom Einfluss des Bösen zu befreien.
Im Laufe des Marketings um die Serie wurde auch eine sechsteilige Rollenspielbuchreihe (nach dem Vorbild der Serie Choose Your Own Adventure) unter dem Gesamttitel Dungeons & Dragons Cartoon Show Books herausgebracht, in der jede der Hauptfiguren (bis auf Eric, der hier von einem Bruder ersetzt wird) vom Leser durch die Handlung gesteuert wird. Diese Bücher sind inzwischen begehrte Sammlerobjekte im englischen Sprachraum.

## Sprecher
Die deutsche Fassung der Serie entstand bei der Beta-Technik Gesellschaft für Filmbearbeitung mbH in München unter der Regie von Michael Eder, welcher auch das Dialogbuch zu einigen Folgen schrieb, und Christiane Johanson.
| Figur                            | Originalsprecher  | Deutscher Sprecher | Folgen       |
| Helden                           | Helden            | Helden             | Helden       |
| -------------------------------- | ----------------- | ------------------ | ------------ |
| Hank, der Geächtete              | Willie Aames      | Martin Halm        | 1–8          |
| Hank, der Geächtete              | Willie Aames      | Michel Guillaume   | 9–12 & 19–27 |
| Hank, der Geächtete              | Willie Aames      | Clemens Kleiber    | 13–18        |
| Eric, Hüter des Schildes         | Don Most          | Gerhard Acktun     |              |
| Presto, der Zauberlehrling       | Adam Rich         | Florian Halm       | 1–8          |
| Presto, der Zauberlehrling       | Adam Rich         | Manou Lubowski     | 9–12 & 19–27 |
| Presto, der Zauberlehrling       | Adam Rich         | 13–18              |              |
| Bobby, der kleine Barbar         | Teddy Field III   |                    | 1–8          |
| Bobby, der kleine Barbar         | Teddy Field III   | Gabor Gomberg      | 9–12 & 19–27 |
| Bobby, der kleine Barbar         | Teddy Field III   | Mario Liberatore   | 13 bis 15    |
| Bobby, der kleine Barbar         | Teddy Field III   | 16–18              |              |
| Sheila, die Unsichtbare          | Katie Leigh       | Alexandra Ludwig   | 1–8          |
| Sheila, die Unsichtbare          | Katie Leigh       | Kathrin Simon      | 9–12 & 19–27 |
| Sheila, die Unsichtbare          | Katie Leigh       | Michaela Amler     | 13–18        |
| Diana, Prinzessin der Akrobatik  | Tonia Gayle Smith | Linda Joy          | 1–8 & 13     |
| Diana, Prinzessin der Akrobatik  | Tonia Gayle Smith | Michele Sterr      | 9–12 & 14–27 |
| Verbündete                       |                   |                    |              |
| Herr der Schlösser               | Sidney Miller     | Herbert Weicker    | 1–12 & 19–27 |
| Herr der Schlösser               | Sidney Miller     | Eberhard Mondry    | 13–18        |
| Uni                              | Frank Welker      | Michaela Amler     | 1–6          |
| Uni                              | Frank Welker      | Originalton        | 7–27         |
| Schurken                         |                   |                    |              |
| Venger, der Fürst der Vergeltung | Peter Cullen      | Alexander Allerson |              |
| Tiamat                           | Frank Welker      | Hans-Rainer Müller | 1            |
| Tiamat                           | Frank Welker      | Paul Glawion       | 3            |
| Tiamat                           | Frank Welker      | Reinhard Brock     | 20           |
| Schattendämon                    | Bob Holt          | Hans-Rainer Müller | 3, 5 & 11–25 |
| Schattendämon                    | Bob Holt          | Thomas Rau         | 7            |

## Episodenliste

### Staffel 1
| Nr. (ges.) | Nr. (St.) | Deutscher Titel                  | Originaltitel                   | Erstausstrahlung USA | Deutschsprachige Erstausstrahlung (RTLplus) | Drehbuch               |
| ---------- | --------- | -------------------------------- | ------------------------------- | -------------------- | ------------------------------------------- | ---------------------- |
| 1          | 1         | Die Nacht der Befreiung          | Night of No Tomorrow            | 17. Sep. 1983        | 11. Mai 1991                                | Mark Evanier           |
| 2          | 2         | Das Auge der Bestie              | Eye of the Beholder             | 24. Sep. 1983        | ?                                           | Hank Saroyan           |
| 3          | 3         | Die Macht der Gebeine            | The Hall of Bones               | 1. Okt. 1983         | ?                                           | Paul Dini              |
| 4          | 4         | Im Tal der Einhörner             | Valley of the Unicorns          | 8. Okt. 1983         | ?                                           | Paul Dini & Karl Geurs |
| 5          | 5         | Herr der Schlösser in Gefahr     | In Search of the Dungeon Master | 15. Okt. 1983        | ?                                           | Jeffrey Scott          |
| 6          | 6         | Der Schöne und das Froschmonster | Beauty and the Bogbeast         | 22. Okt. 1983        | ?                                           | Jeffrey Scott          |
| 7          | 7         | Gefängnis ohne Wände             | Prison Without Walls            | 29. Okt. 1983        | ?                                           | Steve Gerber           |
| 8          | 8         | Die Diener des Bösen             | Servant of Evil                 | 5. Nov. 1983         | ?                                           | Jeffrey Scott          |
| 9          | 9         | Der heilige Ritter               | Quest of the Skeleton Warrior   | 12. Nov. 1983        | ?                                           | Buzz Dixon             |
| 10         | 10        | Das Fleisch des gelben Drachen   | The Garden of Zinn              | 19. Nov. 1983        | ?                                           | Jeffrey Scott          |
| 11         | 11        | Eine Treppe in eine andere Welt  | The Box                         | 26. Nov. 1983        | ?                                           | Jeffrey Scott          |
| 12         | 12        | In der Höhle des Löwen           | The Lost Children               | 3. Dez. 1983         | ?                                           | Jeffrey Scott          |
| 13         | 13        | Zaubersprüche                    | P-R-E-S-T-O Spells Disaster     | 10. Dez. 1983        | ?                                           | Jeffrey Scott          |

### Staffel 2
| Nr. (ges.) | Nr. (St.) | Deutscher Titel             | Originaltitel                    | Erstausstrahlung USA | Deutschsprachige Erstausstrahlung (RTLplus) | Drehbuch                    |
| ---------- | --------- | --------------------------- | -------------------------------- | -------------------- | ------------------------------------------- | --------------------------- |
| 14         | 1         | Alpträume                   | The Girl Who Dreamed Tomorrow    | 8. Sep. 1984         | ?                                           | Karl Geurs                  |
| 15         | 2         | Der Schatz von Tardos       | The Treasure of Tardos           | 15. Sep. 1984        | ?                                           | Michael Reaves              |
| 16         | 3         | Befreiung um Mitternacht    | The City at the Edge of Midnight | 22. Sep. 1984        | ?                                           | Karl Geurs & Michael Reaves |
| 17         | 4         | Der Verräter                | The Traitor                      | 29. Sep. 1984        | ?                                           | Jeffrey Scott               |
| 18         | 5         | Herr der Schlösser          | Day of the Dungeon Master        | 6. Okt. 1984         | ?                                           | Michael Reaves              |
| 19         | 6         | Die letzte Illusion         | The Last Illusion                | 13. Okt. 1984        | ?                                           | Jeffrey Scott               |
| 20         | 7         | Der Feuerdrachen            | The Dragons’ Graveyard           | 20. Okt. 1984        | ?                                           | Michael Reaves              |
| 21         | 8         | Das Kind des Sternenguckers | Child of the Stargazer           | 27. Okt. 1984        | ?                                           | Michael Reaves              |

### Staffel 3
| Nr. (ges.) | Nr. (St.) | Deutscher Titel                | Originaltitel                    | Erstausstrahlung USA | Deutschsprachige Erstausstrahlung (RTLplus) | Drehbuch                             |
| ---------- | --------- | ------------------------------ | -------------------------------- | -------------------- | ------------------------------------------- | ------------------------------------ |
| 22         | 1         | Die Macht des Namenlosen       | The Dungeon at the Heart of Dawn | 14. Sep. 1983        | ?                                           | Michael Reaves                       |
| 23         | 2         | In einer anderen Zeit und Welt | The Time Lost                    | 12. Okt. 1985        | ?                                           | Michael Reaves                       |
| 24         | 3         | Der zwölfte Talisman           | Odyssey of the 12th Talisman     | 21. Sep. 1985        | ?                                           | Mark Shiney & Michael L. DePatie     |
| 25         | 4         | Der Ring des Herzens           | The Citadel of Shadow            | 28. Sep. 1985        | ?                                           | Katherine Lawrence                   |
| 26         | 5         | Die kleine Drachenfee          | Cave of the Fairie Dragons       | 9. Nov. 1985         | ?                                           | Katherine Lawrence                   |
| 27         | 6         | Der Nebel der Finsternis       | Winds of Darkness                | 7. Dez. 1985         | ?                                           | Michael Cassutt & Katherine Lawrence |
| 28         | 7         | –                              | Requiem                          | nicht produziert     | –                                           | Michael Reaves                       |